# Alfonso Reyes Echandía
Alfonso Reyes Echandía (Chaparral, Tolima; 14 de julio de 1932-Bogotá; 6 de noviembre de 1985) fue un jurista, magistrado y profesor colombiano. Fue presidente de la Corte Suprema de Justicia de Colombia. 
Era primo de Darío Echandía, presidente de Colombia entre 1943 y 1944. Fue asesinado durante la retoma del Palacio de Justicia, que había sido asaltado por la guerrilla del Movimiento 19 de abril (M-19).

## Biografía
Nacido en Chaparral (Tolima), hijo de Francisco Echandía y Carmen Reyes. Desde niño trabajó como mensajero de un médico, vendedor de tiquetes y despachador de carros de la Flota Chaparral y como ayudante de ebanistería.  Estudió en el Colegio Nacional Manuel Murillo Toro. Continuó sus estudios en el Instituto General Santander de Honda (Tolima), pero culmina el bachillerato en el Colegio Carlos Giraldo de Anolaima (Cundinamarca), Reyes se dedicó a la docencia. Después se trasladó a Bogotá para cursar estudios de Derecho en la Universidad Externado de Colombia, donde obtuvo excelentes notas y una beca. En 1960 se marchó a Roma para especializarse en Derecho Penal.

### Trayectoria
Al volver al país, Reyes se convirtió en profesor del Externado y creó la Revista de Derecho Penal, primer medio de difusión de esta rama del Derecho. Reyes importó al país la dogmática jurídica. Fundó y dirigió el Instituto de Ciencias Políticas del Externado de Colombia. Escribió el Manual de Derecho Penal, que serviría de base para el Código Penal de 1980, en el cual se introdujeron el concepto de tipicidad y el principio de antijuricidad. Además logró imponer la tesis de que los civiles aún en estado de sitio, no podían ser juzgados por los militares.
Reyes Echandía ejerció los cargos de magistrado del Tribunal Superior de Bogotá, viceministro de Justicia y Magistrado de la Corte Suprema de Justicia, de la cual fue presidente desde el 24 de enero de 1985 hasta su muerte la noche del 6 al 7 de noviembre del mismo año, durante la toma del Palacio de Justicia, perpetrada por la guerrilla del Movimiento 19 de abril (M-19) y la posterior retoma, llevada a cabo por la Fuerza Pública de Colombia.

## Familia

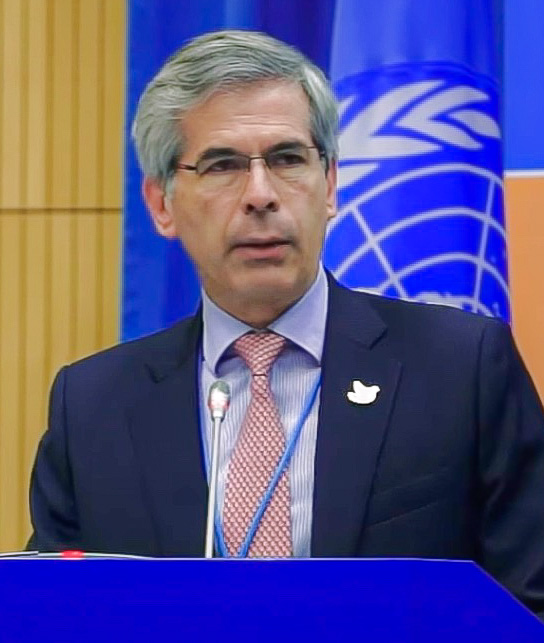
Su hijo Yesid Reyes Alvarado

Tuvo 4 hijos, entre ellos el abogado Yesid Reyes Alvarado.

## Muerte
Durante la toma del Palacio de Justicia, como presidente de la Corte Suprema, Reyes en condición de rehén y obligado intentó sin éxito pedirles a los militares y al Gobierno un cese al fuego. Los colombianos escucharon por los medios de comunicación las amenazas de Alfonso Jacquin, guerrillero del Movimiento 19 de abril (M-19) y las súplicas de Reyes:

«Oiga, es increíble. Habla Alfonso Jacquin, el segundo al mando de este operativo. El Presidente de la República no le ha pasado al teléfono al Presidente de la Corte y se va a morir porque el Presidente de la República ni siquiera, con su poder jurisdiccional… Es increíble. El M-19 no es el que se ha tomado el Palacio de Justicia, se lo tomó los tanques del ejército. Es lo increíble, el ejército entró con sus tanques y aquí están sonando los tiros. Cuando entren a este piso nos morimos todos, sépalo»
Alfonso Jacquin, Guerrillero del M19

«Por favor, que nos ayuden, que cese el fuego. La situación es dramática. Estamos aquí rodeados de personal del M-19».
Alfonso Reyes Echandia, comunicación durante la Toma del Palacio de justicia, noviembre 6 de 1985.

En noviembre de 2006, una Comisión de la Verdad conformada para intentar esclarecer los hechos de la toma del Palacio de Justicia, reveló en un informe preliminar que «los doctores Alfonso Reyes Echandía, Ricardo Medina Moyano y José Eduardo Gnecco Correa mostraron en sus restos mortales proyectiles de armas que no usó la guerrilla».
Según la Comisión de la Verdad, una bala del Ejército Nacional de Colombia mató a Reyes durante los enfrentamientos entre lo guerrilleros que no se querían rendir ni soltar a los rehenes y el Ejército que entraba a retomar el edificio y liberar a los secuestrados .

## Homenajes
En 2004 en honor a Alfonso Reyes se inauguró el nuevo Palacio de Justicia de Colombia, nombrándolo Palacio de Justicia Alfonso Reyes Echandía. 
En la localidad de Bosa, Bogotá se encuentra la IED Alfonso Reyes Echandía.